# Randy Bass
Randy William Bass (ランディ・バース), né le 13 mars 1954 à Lawton (États-Unis), est un joueur de baseball et homme politique américain. 
Après cinq années en Ligue majeure de baseball aux États-Unis, il poursuit sa carrière en Ligue Centrale japonaise avec les Hanshin Tigers. Il rencontre un succès sans précédent pour un joueur américain évoluant dans une ligue de baseball au Japon. 

## Baseball
Bass entre en MLB avec les Twins du Minnesota en 1977. En six saisons dans la ligue majeure avec Minnesota, Kansas City, Montréal, San Diego et Texas, il est surtout utilisé comme frappeur suppléant ou frappeur désigné en plus de sa position en défensive au premier but. Après la fin de son contrat en 1982, Bass signe avec les Hanshin Tigers en Ligue Centrale japonaise, où il est joueur permanent sur le terrain. Bass est souvent considéré comme responsable de la victoire de l'équipe en Japan Series de 1985[réf. nécessaire].
Bass tire profit des différences de style entre les lanceurs du Japon et ceux de l'Amérique du Nord, pour s'imposer comme frappeur vedette des Tigres. Il remporte quatre championnats des frappeurs (moyenne au bâton la plus élevée) ; en 1986, il est presque devenu le premier joueur de l'histoire du baseball japonais à présenter une moyenne au bâton de, 400, terminant la saison avec une moyenne record de, 389, marque toujours inégalée en dépit des résultats formidables obtenus par Ichiro Suzuki, qui battit presque cette marque en 1994 et en 2000. En 1985, Bass est à deux doigts de battre le record de Sadaharu Oh de 55 coups de circuit en une seule saison. Il termine l'année avec 54 puisque lors du dernier match de la saison, les lanceurs des Yomiuri Giants ne lui lancent que des buts-sur-balles intentionnels (pour empêcher un Occidental de casser le record de Oh). Au Japon, les performances de Bass sont légendaires parmi les fans des Tigres ; il est presque déifié, étant comparé en plaisantant avec Dieu et Bouddha, « Kami-Sama (Dieu), Hotoke-Sama (Bouddha), Baasu-Sama (Bass) » (-sama est un suffixe honorifique)[réf. nécessaire].

## Malédiction du Colonel
Bass est également célèbre au Japon pour la « malédiction du Colonel ». Après la victoire de 1985, les fans ont fêté l'événement en criant les noms des membres de l'équipe un par un. À chaque nom, un supporter qui ressemblait au joueur nommé sautait dans le canal (dégoûtant) de Dōtonbori. Pour Bass, les fans ont jeté une statue du colonel Sanders, la mascotte de KFC qui ressemblait à l'Américain. Il est dit que tant que la statue ne sera pas retrouvée, les Hanshin Tigers ne gagneront plus.
Pour tenter de lever la malédiction, les fans ont essayé de retrouver la statue et ont fait des offrandes aux autres statues du colonel pour son pardon. En 2003, quand les Tigres ont renoué avec le succès après 18 ans de défaite, beaucoup de restaurants KFC à Kōbe et à Ōsaka ont rangé leurs statues du colonel à l'intérieur jusqu'à la fin de la série pour les protéger des supporteurs enragés des Tigres. La statue qui remplaçait celle qui avait été jetée fut boulonnée au sol pour ne pas voir l'incident se répéter.
Le 10 mars 2009, la partie supérieure de la statue (sans les mains et les jambes) fut retrouvée pendant la construction d'une passerelle. Les plongeurs pensaient au départ qu'ils avaient trouvé un grand baril ou un cadavre. Les jambes et la main droite de la statue furent récupérées le jour suivant. Il manque toujours les lunettes et la main gauche. La statue du colonel Sanders est actuellement exposée dans un restaurant KFC près du Koshien Stadium.

## Carrière politique
Après sa retraite en 1988, Bass participe à des projets visant à promouvoir le baseball dans son État natal, tout en continuant à faire des voyages au Japon en tant qu'ambassadeur culturel. 
En 2004, il se présente à la primaire démocrate en vue de l'élection spéciale visant à remplacer le siège laissé vacant par Jim Maddox au Sénat de l'Oklahoma (en). Le 27 juillet, il remporte la primaire avec 70 % des voix face à Charles Earl Kriss. L'élection en elle-même est plus disputée puisque Bass ne la remporte qu'avec 51 voix (0,26 point) d'avance sur son adversaire républicain Kenneth E. Easton. En 2006, Bass est réélu (63,34 %) face au républicain Ed Petersen. En 2010 et 2014, il est réélu sans opposition. 

## Nom en japonais
Bien que le nom de famille Bass soit écrit バス ( Basu ) en japonais, Randy Bass est connu sous le nom de バース ( Bāsu, avec un a long comme dans « atchoum »). Les Hanshin Tigers ont demandé ce changement parce que le propriétaire de l'équipe, la Hanshin Electric Railway, possédait une société d'autobus à l'époque (actuellement possédée par Hanshin Bus Cie., Ltd). Comme le mot « bus » s'écrivait exactement comme « Bass » en japonais (basu), les tigres ne voulaient pas que les médias japonais s'amusent avec cette ambigüité en faisant des titres tels que « le bus imparable » (pour les coups consécutifs), « le bus explose » (pour les coups de circuit) ou « l'accident de bus » (s'il tombait), ce qui aurait eu un impact négatif sur la réputation de la société d'autobus en question.